# Joseph James DeAngelo
Joseph James DeAngelo Jr. (8 de novembro de 1945) é um ex-policial, ladrão, estuprador e assassino em série americano que, segundo o FBI, cometeu treze homicídios, 50 estupros e mais de 120 roubos a residências em várias comunidades da Califórnia entre 1973 e 1986. Antes de ser identificado, era conhecido também como "O Saqueador de Visalia",  "O Assassino do Estado Dourado" (em inglês Golden State Killer), "O Original Perseguidor Noturno" ou ainda o "Estuprador da Área Leste".
Em 2016, o FBI ainda ofereceu uma recompensa de 50 mil dólares por informações sobre a identidade do criminoso. Marcus Knutson, agente do órgão que liderava as investigações na época, disse que entre 1976 e 1978, na cidade Sacramento, "todo mundo estava com medo. Tínhamos pessoas dormindo com espingardas, tínhamos pessoas comprando cães. As pessoas estavam preocupadas e tinham o direito de estar. Esse cara estava aterrorizando a comunidade. Ele fez coisas horríveis".
A identidade de DeAngelo só foi descoberta em 2018, quando exames de ADN o ligaram a vários crimes. Ele tinha então 72 anos de idade.
Foi a julgamento em meados de 2020 por 13 homicídios e 13 raptos para cometer roubos  (62 crimes de violação e sequestro já tinham prescrito), quando se declarou "culpado", evitando assim a pena de morte, mas sendo sentenciado à prisão perpétua.

## Biografia

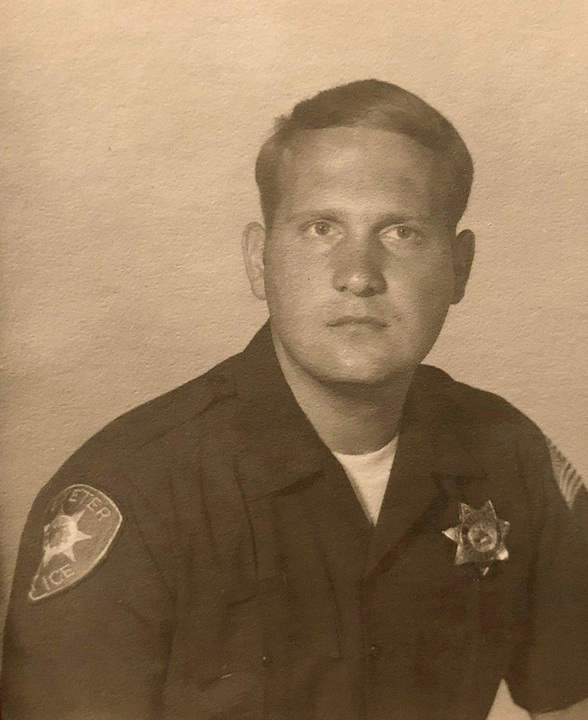
DeAngelo como policial, em 1973

Joseph James DeAngelo nasceu em 8 de novembro de 1945, em Bath, Nova Iorque, filho de Joseph James DeAngelo Sr., um sargento do Exército dos Estados Unidos, e Kathleen Louise DeGroat. Ele tem duas irmãs mais novas e um irmão mais novo. Um parente afirma que quando DeAngelo era jovem, ele teria testemunhado uma de suas irmãs sendo estuprada por dois homens num armazém na Alemanha Ocidental, onde sua família estava na época. Após sua condenação, uma das irmãs de DeAngelo afirmou que ele foi abusado pelo pai enquanto crescia.
Entre 1959 e 1960, DeAngelo estudou na Mills Junior High School em Rancho Cordova, Califórnia, e depois na Folsom High School, onde se formou em 1964. Na escola, ele jogou no time de beisebol. Segundo promotores de justiça, na adolescência, ele cometeu pequenos roubos e torturava e matava animais.
DeAngelo se alistou na Marinha dos Estados Unidos em setembro de 1964 e serviu 22 meses durante a Guerra do Vietnã como controlador de danos no cruzador USS Canberra e no navio auxiliar USS Piedmont. Em agosto de 1968, DeAngelo estudou na Sierra College em Rocklin, Califórnia, se formando em ciência policial. Em 1971, ele estudou na Universidade Estadual de Sacramento, se formando em justiça criminal. Ele continou a prolongar seus estudos, eventualmente entrando num programa de estágio de 32 semanas no departamento de polícia de Roseville.
De maio de 1973 a agosto de 1976, ele trabalhou na unidade de roubo da polícia de Exeter. Porém, enquanto servia em Auburn, no norte da Califórnia, acabou preso em 1979 por roubo de loja, quando pegou um martelo e repelente de cachorro; DeAengelo foi sentenciado a seis meses de condicional e foi demitido.
Em maio de 1970, DeAngelo noivou com Bonnie Jean Colwell, uma colega da Sierra College, mas o relacionamento terminou depois que ele apontou uma arma para ela e a ameaçou para tentar forçar o casamento. Em novembro de 1973, ele se casou com Sharon Marie Huddle em Placer, Califórnia. Em 1980, eles compraram uma casa em Citrus Heights, onde passaria toda a vida em liberdade. Huddle se tornou uma advogada em 1982 e o casal teve três filhas - duas nascidas em Sacramento e uma em Los Angeles antes do casal se separar em 1991. Em julho de 2018, Huddle entrou com um pedido formal de divórcio, concedido em 2019.
Os empregos que DeAngelo teve na década de 1980 não são conhecidos. De 1990 até sua aposentadoria em 2017, ele trabalhou como mecânico de caminhões para a rede de supermercados Save Mart em Roseville. Ele foi preso em 1996 após um incidente num posto de gasolina, mas acabou não sendo indiciado por nada.

## Os crimes
Os crimes inicialmente centraram-se a leste da cidade de Sacramento (Califórnia), onde pelo menos 15 mulheres foram abusadas sexualmente entre 18 de junho de 1976 e 5 de julho 1979. Em 2001, estas violações de Sacramento foram ligadas pelo DNA aos assassinatos no sul da Califórnia.

### Método (modus operandi)

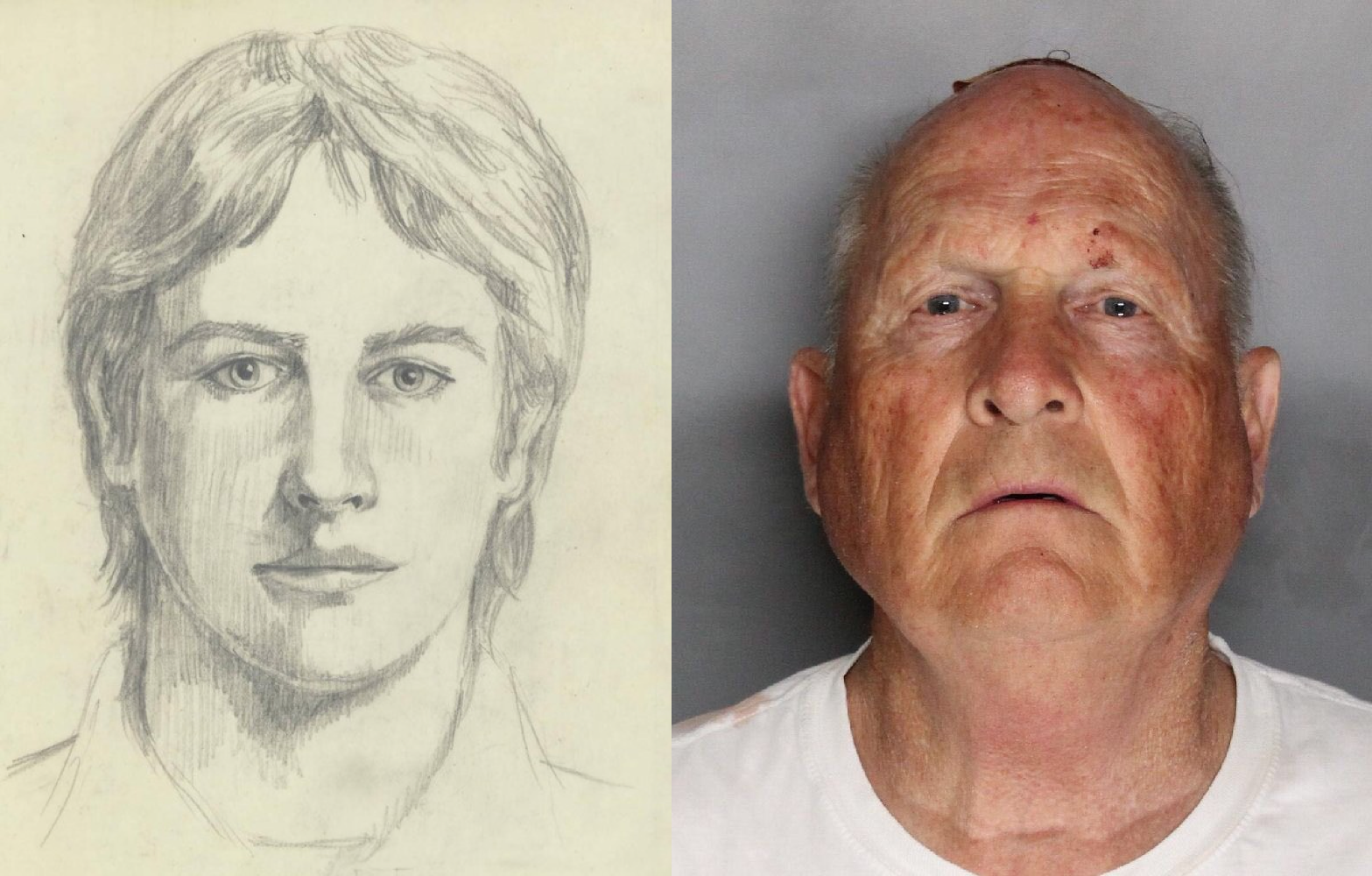
Retrato falado à esquerda e o assassino, Joseph, à direita

Acredita-se que o Assassino do Estado Dourado começou com uma onda bizarra de roubos e, mais tarde; começou a cometer violações. O seu modus operandi inicial era perseguir vizinhos da classe média à noite procurando por mulheres que viviam em casa sozinhas. Foi visto em várias ocasiões, mas sempre conseguia fugir. Numa ocasião, um jovem que o perseguiu de perto levou um tiro e ficou seriamente ferido. Muitas das vítimas viram ou ouviram alguém em sua propriedade antes dos ataques e muitas sofreram entradas nas casas foram forçadas. A polícia acreditava que o atacante tinha por padrão fazer o reconhecimento das casas das vítimas antes de cometer os crimes.
Os casais eram tipicamente um alvo no meio da noite: ele invadia a casa e acordava os ocupantes, ameaçando-os com uma pistola. Todas as vítimas eram amarradas com faixas que o criminoso trazia para a cena do crime. O perseguidor acabava, ocasionalmente, por ligar e deixar mensagens assustadoras na secretária eletrônica das vítimas; numa dessas mensagens o perseguidor repete "vou matar-te". A vítima mulher era obrigada a amarrar o seu companheiro antes de amarrar a si mesma. Acreditava-se que o atacante usava uma bicicleta. Um condutor de bicicleta mascarado foi perseguido por um polícia no início de uma manhã e acreditava-se ser o violador. O suspeito deixou a bicicleta e fugiu quando foi descobriu que tinha sido visto. Durante a perseguição a pé pelos quintais, pulou uma série de cercas e livrou-se da perseguição.

### Área de atuação
Atuou nas áreas de Sacramento a Orange County, na Califórnia.

### Perfil das vítimas
Segundo o FBI, "suas vítimas tinham idades entre 13 e 41 anos e incluíam mulheres sozinhas em casa, mulheres em casa com seus filhos e maridos e esposas".

### Vítimas conhecidas
Os crimes no Sul da Califórnia (Goleta, Ventura, Dana Point e Irvine) não foram inicialmente ligados ao caso. Um detective de Sacramento acreditava que o Violador da Área Este fosse o responsável pelos ataques de Goleta, mas inicialmente o xerife do Condado de Santa Bárbara atribuiu-os a um criminoso de carreira local que tinha ele próprio sido assassinado. Investigando os crimes que não ocorreram em Goleta, a polícia local seguiu falsas pistas, relacionando-os com homens que eram próximos das mulhere atacadas. Um suspeito, mais tarde sabido que era inocente, foi acusado de dois homicídios. A ligação dos casos aconteceu através de testes de ADN, que não eram feitos na época dos crimes.
- Na noite de 2 de fevereiro de 1978, um jovem casal de Sacramento, Brian e Katie Maggiore, estavam a passear o seu cão na área do Rancho Cordova, perto de onde o Violador da Área Este actuava. Um confronto na rua causou que o casal fugisse, mas foram perseguidos e mortos a tiro. Alguns investigadores suspeitavam que o casal tinha sido morto pelo Violador da Área EsteOriginal Perseguidor Nocturno devido à localização, e pelo facto de terem sido encontrados atacadores no local.[26][27] [28]
- Em 1 de outubro de 1979, um intruso invadiu a casa e amarrou um casal de Goleta. O atacante alarmou-os cantando para si mesmo "eu vou matá-los". Quando ele saiu da sala, o homem e depois a mulher fizeram tentativas de escapar durante o qual a mulher gritou. Percebendo que o alarme tinha sido ativado, o intruso fugiu. Um vizinho, que era um agente do FBI, alertado pelo alarme, perseguiu o criminoso, que abandonou a bicicleta em que estava e fugiu a pé pelos quintais locais. O atacante também abandonou a faca durante a fuga. O ataque foi mais tarde ligado aos homicídios de Offerman-Manning (ver abaixo) pelas pegadas e pelo mesmo tipo de corda usada para amarrar as vítimas.[26]
- Em 30 de dezembro de 1979, o Dr. Robert Offerman, 44 anos, e Debra Alexandra Manning, 35 anos, foram encontrados mortos a tiros na cama de sua casa no condomínio na Avenida Pequena em Goleta. As cordas que prendiam Offerman estavam soltas, indicando que ele aparentemente havia tentado lutar com o atacante. Os vizinhos ouviram os tiros mas não verificaram o que estava acontecendo, atribuindo-os a "causas inócuas". O assassino trouxera um cão pastor-alemão (sem um dedo) com ele e alimentou-o com restos de peru do Natal da casa da vítima. O assassino também entrou na residência ao lado, a oeste da cena do crime, que estava vaga na altura, e roubou a bicicleta. A bicicleta foi mais tarde encontrada abandonada numa rua a norte da cena do crime.[26]
- Em 13 de março de 1980, Charlene Smith, 33 anos, e Lyman Smith, 43 anos, que estava prestes a ser apontado como juiz, foram encontrados mortos em sua casa em Ventura. Um cepo da lareira foi usado para espancar ambas as vítimas até à morte. Os seus pulsos e tornozelos tinham sido amarrados com um pedaço do tecido das cortinas. Um nó-chinês não muito comum, conhecido como nó diamante, havia sido usado nos pulsos.[26]
- Em 19 de agosto de 1980, Keith Harrington, 24 anos, e Patrice Harrington, 27 anos, foram encontrados espancados até à morte na sua casa em Cockleshell Drive em Niguel Shores, Dana Point. Apesar de haver evidências de que os Harrington foram amarrados nos pulsos e tornozelos, não foram encontradas cordas ou armas na cena do crime. Os Harrington eram casados há 3 meses na altura das suas mortes. Patrice era enfermeira em Irvine, enquanto que Keith era um estudante de Medicina na Universidade da Califórnia, Irvine.[26]O irmão de Keith Harrington mais tarde gastou perto de 2 milhões de dólares para apoiar Proposição Califórnia 69 (2004).
- Em 6 de fevereiro de 1981, Manuela Witthuhn, 28 anos, foi assassinada na sua casa em Irvine. Novamente, enquanto o corpo mostrava sinais de ter sido amarrado antes de ser espancado, não foram encontradas cordas, ou arma do crime, no local. A vítima era casada, mas o seu marido estava a se recuperar de uma doença no hospital, portanto ela estava sozinha em casa na altura do ataque. Uma lâmpada e um objecto antigo de cristal foram levados da sua casa, presumivelmente pelo assassino. Também, os detectives repararam que a televisão da Sra. Witthuhn foi encontrada no quintal, sendo uma possível tentativa do assassino fazer parecer que foi um roubo.[26]
- Em 26/27 de julho de 1981, Cheri Domingo, 35 anos, e Gregory Sanchez, 27 anos, foram espancados até à morte na casa de Domingo em Toltec Way em Goleta, alguns quarteirões a sul da cena do crime de Offerman-Manning, com uma ferramento tirada de um pequeno abrigo no quintal. Sanchez também foi baleado, mas não amarrado. A polícia pensou que Sanchez pode ter percebido que estava a lidar com um homem responsável pelo assassinato de Offerman e Manning e fez uma tentativa desesperada de impedir o assassino na hora de ser amarrado. Tal como no caso Offerman-Manning, nenhum vizinho fez nada em relação ao barulho de tiros. O cão do assassino também estava presente na cena do crime.[26]
- Em 4 de maio de 1986, Janelle Lisa Cruz, 18 anos, foi encontrada espancada até à morte na sua casa em Irvine. A sua família estava de férias no México na altura do seu ataque. Um grifo foi dado como desaparecido pelo padrasto de Cruz e pensa-se ter sido a arma do crime.[29][30]

## Investigações

### Detetives ligados aos crimes
Mesmo antes da ligação de 2001 do Original Perseguidor Noturno ao Violador da Área Este, alguns investigadores, particularmente alguns do Departamento do Xerife do Condado de Sacramento, conseguiram ligar os casos Goleta separadamente a estes dois criminosos desconecidos. Estas ligações foram consideradas devido à semelhança do modus operandi. Um dos duplos homicídios já ligado ao Original Perseguidor Noturno teve lugar em Ventura, Califórnia, 64 quilómetros a leste de Goleta, enquanto os restantes homicídios ocorreram no Condado de Orange, Califórnia, 144 quilómetros a sudeste. Em 2011, provas de ADN provaram que os homicídios Domingo-Sanchez (e a presença do cão do assassino nos homicídios Offerman-Manning) foram cometidos pelo Original Perseguidor Nocturno.

### O Saqueador de Visalia
O Saqueador de Visalia (leia o artigot em inglês Visalia Ransacker) foi o nome dado a um criminoso responsável por uma onda de roubos com modus operandi parecido  com os do Violador da Área Este em Sacramento. 
Em 11 de setembro de 1975, Claude Snelling, um professor de jornalismo no Colégio de Sequoias, foi baleado até à morte enquanto impedia uma tentativa de rapto à sua filha, Beth Snelling, na casa de família a meio da noite. Em 12 de dezembro de 1975, um agente da polícia numa patrulha nocturna numa residência, onde foram encontrados traços de um ladrão, tentou prender um mascarado a entrar na residência. Depois do agente disparar um aviso, o suspeito fingiu render-se e disparou, acertando a lâmpada, cujo estilhaços de vidro feriu um dos seus olhos do policial.
Outros agentes da polícia foram rapidamente ao local, mas o ladrão escapou. A onda de roubos acabou em Visalia depois do incidente, enquanto o Violador da Área Este começou a atacar as vítimas no Condado de Sacramento à mesma época.
Depois de preso e interrogado, DeAngelo foi também ligado a estes crimes.

### Suspeitos eliminados
Durante o curso da investigação dos homicídios do Original Perseguidor Noturno, as seguintes pessoas foram suspeitas de cometer os crimes, sendo depois sua culpa descartada:
- Brett Glasby: de Goleta, Califórnia, foi morta no México em 1982. A morte de Glasby antes do homicídio de Janelle Cruz, eliminou-a como suspeita.
- Paul "Cornfed" Schneider: membro da gangue prisional Irmandade Ariana, é um criminoso de carreira que vivia no Condado de Orange, Califórnia, quando aconteceram os homicídios dos Harrigton, Manuela Witthuhn e Janelle Cruz. No fim dos anos 90, enquanto estava na Prisão Estadual de Pelican Bay em Crescent City, Califórnia, Schneider deu uma amostra de ADN às autoridades. Esta amostra provou que ele não era o Original Perseguidor Nocturno.
- Joe Alsip: era amigos dos Smith e visitou a sua casa em High Point Drive em Ventura um dia antes dos homicídios. O padre de cidade onde Alsip morava, disse que ele lhe tinha confessado, mas a confissão foi considerada dúbia pelo Departamento Judicial de Ventura. Apesar disso, Alsip foi processado pelas mortes de Lyman e Charlene Smith em 1982. Depois da audiência preliminar, contudo, as acusações contra ele foram retiradas.

Provas por ADN
Apenas em 1996 com o advento dos testes de ADN é que os homicídios do Perseguidor, do Violador e do Saqueador foram ligados.
Em novembro de 2002, a jornalista Colleen Cason escreveu uma série de artigos sobre os homicídios do Original Perseguidor Noturno para o Venture County Star. Segundo os artigos de Cason, o detective Larry Pool do Departamento do Xerife do Condado de Orange visitou o corredor da morte da Califórnia na Prisão Estadual de San Quentin numa tentativa de localizar o criminoso. O detective Pool suspeitou que o Original Perseguidor Nocturno tinha sido capturado e sentenciado à morte por algum outro crime violento. No entanto, nenhuma das amostras genéticas retiradas dos prisioneiros coincidiram com o ADN do Original Perseguidor Nocturno.
O caso do Original Perseguidor Nocturno/Violador da Área Este foi o motivo da aprovação de uma lei que levou ao estabelecimento de um banco de dados de ADN na Califórnia, que autoriza a coleta de amostras de ADN de todos os acusados e criminosos condenados no estado. Os arquivos de ADN da Califórnia são considerados pelos investigadores como o segundo melhor, perdendo apenas para os da Virgínia, em tamanho e eficácia em resolver casos arquivados. 

### Perfil psicológico
Depois dos criminologistas encontrarem pistas e provas nas cenas do crime do Sul da Califórnia, foi criado um perfil psicológico para o Original Perseguidor Nocturno. Segundo Leslie D'Ambrosia, que foi o primeiro autor do perfil, era provável que ele fosse: 
- Homem branco
- Idade emocional entre os 26 e os 30 anos na altura em que os crimes foram cometidos
- Possivelmente começou como voyeur no início da adolescência ou início dos 20 anos
- Viveu e/ou trabalhou perto de Ventura, Califórnia, em 1980
- Tinha alguma forma de subsistência, mas não trabalhava nas primeiras horas da manhã
- Conduzia um carro com boa manutenção
- Vestiria-se bem e não chamaria a atenção da vizinhança pelo seu trajar
- Pareceria inofensivo
- Inteligente e articulado
- Limpo e bem organizado na vida pessoal
- Possivelmente não era casado e não estava numa relação de longa duração
- Poderia ser descrito por quem o conhecia como arrogante, dominante, manipulador e um mentiroso compulsivo
- Tinha algum conhecimento dos métodos de investigação da polícia e técnicas de recolher provas
- Tinha experiência em roubo de carros e pode ter começado dessa forma
- Estava numa boa condição física
- Tinha registros criminais enquanto adolescente que teriam sido apagados
- Tinha sexo com prostitutas
- Espreitava em janelas de muitas potenciais vítimas que não foram atacadas
- Tinha um comportamento de parafilia desviante e sexo brutal na sua vida pessoal
- Funcional sexualmente e capaz de ejacular com parceiros consentidos e não consentidos
- Confiava nas suas habilidades
- Odiava as mulheres por razões reais ou inventadas
- Continuaria a cometer crimes violentos até ser incapacitado pela prisão, morte ou outro motivo
- Se casado, provavelmente tinha um cônjuge submisso que tolerava o seu comportamento sexual desviante

Para além da descrição das características do Original Perseguidor Noturno, o perfil também especula sobre o destino do assassino. Segundo o perfil, o criminoso poderia ter sido preso depois do homicídio de Janelle Cruz ou morto no seguimento de um crime semelhante (contudo, o último contato conhecido com o Original Perseguidor Nocturno foi em 1991, quando fez uma chamada de deboche a uma das vítimas). Quanto a este último ponto, o perfil indica que as agências de autoridade deviam estar atentas a tentativas de "assaltos a quente" no fim dos anos 80 que resultaram na morte de um dos atacantes homens. O perfil também indicava que existia uma pequena chance do Original Perseguidor Noturno ter cometido suicídio, porém que era pouco provável que estivesse numa instituição mental.
O perfil revelou que depois dos homicídios originais, foram transmitidos teletipos para as agências governamentais pelos Estados Unidos. Estas transmissões pediam informações sobre outros ataques a invasões de casas envolvendo abusos sexuais, homicídio, espancamento, múltiplas vítimas e/ou bondage (manietação, cativeiro). O perfil mostrava a possibilidade, contudo, de o Original Perseguidor Nocturno poder ter continuado a cometer os seus crimes noutro país onde os registros não eram consultados para propósito de ligações comparativas.
Como o perfil psicológico era baseado em análise de probabilidade, a sua certeza não pode ser definida antes do agressor ser preso.

### A descoberta do assassino e prisão
A identificação de DeAngelo havia começado quatro meses antes de sua prisão, quando policiais, liderados pelo detetive Paul Holes e o advogado do FBI Steve Kramer, colocaram a impressão genética do assassino na genômica pessoal do website GEDmatch. O site identificou de 10 a 20 pessoas que tinham familiaridade genética com o assassino em série; uma equipe de cinco investigadores, junto com a geneticista Barbara Rae-Venter, usou esta lista para construir uma grande árvore genealógica. Desta árvore, eles estabeleceram dois suspeitos; um foi descartado pelo teste de DNA de um parente, deixando DeAngelo como o principal suspeito.
Em 18 de abril, uma amostra de DNA foi secretamente recolhida da maçaneta da porta do carro de DeAngelo; outra amostra foi posteriormente coletada de um tecido encontrado na lata de lixo de DeAngelo. Ambas as análises bateram com as amostras retiradas das cenas do crime do "Assassino do Estado Dourado". Desde a prisão dele, alguns comentaristas levantaram preocupações sobre a ética do uso secundário de informação pessoalmente identificável.
Em 24 de abril de 2018, a polícia de Sacramento prendeu DeAngelo. Ele foi indiciado em oito casos de assassinato em primeiro grau com circunstâncias especiais. Em 10 de maio, a promotoria do distrito incluiu mais quatro acusações de assassinato contra DeAngelo.
DeAngelo fez uma espécie de confissão quando foi preso, cripticamente referindo-se a uma personalidade interna chamada "Jerry", que o forçou a cometer a onda de crimes que terminou abruptamente em 1986. De acordo com o promotor Thien Ho, DeAngelo disse o seguinte para si mesmo enquanto estava sozinho em uma sala de interrogatório da polícia após sua prisão em abril de 2018: "Eu não tive força para empurrá-lo para fora. Ele me fez. Ele foi comigo. Aparecia na minha cabeça, quer dizer, ele é parte de mim. Eu não queria fazer essas coisas. Eu empurrei Jerry para fora e tive uma vida feliz. Eu fiz todas essas coisas. Eu destruí todas as suas vidas. Portanto, agora tenho que pagar o preço."

## Julgamento e pena
DeAngelo não podia mais ser condenado pelos crimes de estupro e roubo, já que estes já haviam prescrito; mas as treze acusações de assassinato e as treze de sequestro permaneceram. Em novembro de 2018, promotores de seis condados diferentes afirmaram que o processo total poderia demorar até dez anos e custaria US$ 20 milhões ao contribuinte. Em 10 de abril de 2019, a promotoria anunciou que pediriam a pena de morte. Em 4 de março de 2020, os promotores ofereceram um acordo para DeAngelo, afirmando que retirariam o pedido de pena de morte se ele confessasse, o que não foi aceito inicialmente. Em 29 de junho, o acordo foi oferecido novamente e DeAngelo se declarou culpado de treze acusações de assassinato em primeiro grau, além de treze outros casos de sequestro. Em 21 de agosto de 2020, DeAngelo recebeu várias sentenças de prisão perpétua consecutivas sem possibilidade de liberdade condicional. Após ouvir falas das vítimas antes da sentença, DeAngelo afirmou a corte: "Eu ouvi todas as suas declarações. Cada uma delas, e eu realmente sinto muito por todos que magoei. Obrigado, meritíssimo." Em 3 de novembro, DeAngelo foi transferido para a Prisão Estadual de North Kern, em Delano, Califórnia.